# El Pinós
El Pinós (Spanisch: Pinoso) ist eine Gemeinde im Südosten von Spanien in der Provinz Alicante in der Valencianischen Gemeinschaft. 2024 hatte die Gemeinde 8.407 Einwohner.

## Geografie
Die Gemeinde grenzt an die Gemeinden Abanilla, Algueña, Jumilla, Monóvar, Villena und Yecla.

## Geschichte
Die ältesten Überreste in der Gegend von El Pinós stammen aus dem Jungpaläolithikum, aber erst ab der Bronzezeit entstand eine stabile Siedlung, von der Überreste in Camarillas, Lel und Castillarejo sowie in geringerem Maße in Calafuch und in den Höhlen von La Moneda, Las Arenas und Los Cordeles gefunden wurden. Auch in der Römischen Ära war die Gegend besiedelt, wie die Lage von vier Villen in der Gegend beweist. In der Periode von Al-Andalus gab es in der Gegend von El Pinós eine Reihe von verstreuten Gehöften. Nach dem Vertrag von Almizra (1244) wurde dieses Gebiet Teil der kastilischen Krone und in die Herrschaft Villena integriert. 1296 annektierte Jakob II. von Aragón die Region, zu der Pinoso gehörte, in das Königreich Valencia. Der Weiler, aus dem El Pinós hervorging, gehörte zu Monòver und wurde Casas de Costa genannt.
Das gesamte Gebiet war weitgehend entvölkert, bis im 18. Jahrhundert die landwirtschaftlichen Kolonisierungsbemühungen begannen. Die Bevölkerung wuchs in weniger als einem Jahrhundert von etwa 20 Einwohnern auf mehr als 1000 an und wuchs bis 1826 weiter an, als der Ort von Monóvar unabhängig wurde und eine eigene Gemeinde bildete.

## Demografie
| 1842  | 1900  | 1930  | 1950  | 1970  | 1981  | 1991  | 2001  | 2011  |
| ----- | ----- | ----- | ----- | ----- | ----- | ----- | ----- | ----- |
| 2.304 | 7.920 | 7.856 | 6.117 | 5.099 | 5.218 | 5.621 | 6.370 | 7.742 |

## Persönlichkeiten
- Pedro Solbes (1942–2023), Politiker